# Tom Berenger
Tom Berenger, nome artístico de Thomas Michael Moore (Chicago, 31 de maio de 1949), é um ator norte-americano, conhecido por suas atuações em Platoon e O Atirador.

## Biografia
Berenger cursou jornalismo na Universidade do Missouri, porém, após sua graduação, decidiu seguir carreira artística.
Início de Carreira
Morando em Nova Iorque, Berenger conseguiu seu primeiro trabalho, como ator, em uma novela chamada One Life to Live.
Em 1976, fez sua estréia no cinema, estrelando a comédia Amor Sobre Rodas, porém, nos anos que se seguiram, teve muito poucas oportunidades.
Anos de estrelato
Vivendo uma fase apertada, no final dos anos 70, Berenger somente começou a ver as coisas melhorarem, na virada da década.
Primeiro, em 1980, co-estrelou, junto com Christopher Walken, o filme Cães de Guerra, baseado na obra de Frederick Forsyth. Em seguida, teve atuação destacada no filme O Reencontro, do diretor Lawrence Kasdan, lançado em 1983.
Contudo, foi em 1986, ao atuar em Platoon, filme de Oliver Stone, que Berenger atingiu o auge sua carreira. Por sua interpretação do psicótico Sgto. Bob Barnes, Berenger ganhou um Globo de Ouro e recebeu uma indicação ao Oscar.
Em alta, continuou sendo bastante requisitado pelos diretores, chegando ao ponto de ter estrelado três papéis principais, em apenas um ano. Em 1988 Berenger atuou no filme Atraiçoados ao lado de Debra Winger dirigido por Costa Gavras. Hoje pode-se considerar este um clássico.  Mas devido ao fracasso relativo, de algum desses mesmos filmes, seus dias de protagonistas já pareciam estar com os dias contados.
No entanto, em 1989, ao lado de Charlie Sheen, Rene Russo e Wesley Snipes, Berenger emplacou um grande sucesso, na despretensiosa comédia Garra de Campeões.
Alguma sobrevida
O inesperado sucesso de Garra de Campeões, deu novo fôlego à carreira de Berenger, no início dos anos 1990, mantendo-o em evidência, por mais algum tempo.
Por volta dessa época, atuou em diversos filmes, dentre os quais merecem ser citados Busca Mortal, Invasão de Privacidade, Um Time em Apuros (continuação de Garra de Campeões) e Uma Loira em Apuros.
Contudo, sem dúvida alguma, o filme que marcaria sua carreira, durante toda essa década, acabaria sendo O Atirador, de 1993.
Decadência
Já na metade final dos anos 90, Berenger passou a ver-se relegado a filmes baratos de televisão, ou a papéis secundários, em filmes maiores.
Em 2002 e, posteriormente, em 2004, recorreu a duas continuações de O Atirador, sem sucesso algum.
Em 2006, apareceu em um episódio de Nightmares and Dreamscapes: From the Stories of Stephen King, minissérie de televisão, exibida pelo Warner Channel, no Brasil.

## Trabalhos

### Cinema
| - Black Warrant (2022) - The Most Dangerous Game (2022) - Battle of the Bulge: Winter War (2020) - Sniper: Assassin's End (2020) - Adam (2020) - Blood and Money (2020) - Supervized (2019) - Sargasso (2019) - 1st Born (2018) - Gone Are the Days (2018) - Battle of the Bulge: Wunderland - American Dresser (2018) - Cops and Robbers (2017) - Sniper: Ultimate Kill (2017) - A Origem (2010) - Stiletto_(filme) (2008) - D-Tox (2002) - True Blue (2001) - The Hollywood Sign (2001) - Training Day (2001) - Watchtower (2001) - Takedown (2000) - Fear of Flying (1999) - One Man's Hero (1999) - Shadow of Doubt (1998) - The Gingerbread Man (1998) - An Occasional Hell (1996) - The Substitute (1996) - Last of the Dogmen (1995) - Chasers (1994) - Major League II (1994) - Gettysburg (1993) - Sliver (1993) - Sniper (1993) - Brincando nos Campos do Senhor (1991) | - Shattered (1991) - The Field (1990) - Love at Large (1990) - Born on the Fourth of July (1989) - Major League (1989) - Last Rites (1988) - Betrayed (1988) - Shoot to Kill (1988) - Someone to Watch Over Me (1987) - Platoon (1986) - Rustlers Rhapsody (1985) - Fear City (1984) - Eddie And The Cruisers (1983) - The Big Chill (1983) - Oltre la Porta (1982) - The Dogs of War (1980) - Butch and Sundance: The Early Days (1979) - Looking for Mr. Goodbar (1977) - The Sentinel (1977) - Rush It (1976) |

### Televisão
- October Road (2007)
- Nightmares and Dreamscapes: From the Stories of Stephen King (2006)
- No Limite da Inocência (2005)
- Detetive (2005)
- O Atirador 3 (2004)
- A Capital do Poder (2004)
- A Nova Justiça (2003)
- O Atirador 2 (2002)
- Os Jogadores do Texas (2002)
- Os Implacáveis (2002)
- Instinto Radical (2000)
- Espiões em Perigo (1999)
- O Advogado dos Cinco Crimes (1998)
- Bravos Guerreiros (1997)
- Seduzido pelo Perigo (1995)
- O Anjo Vingador (1994)

## Premiações
A atuação de Berenger, em Platoon, foi responsável por suas maiores glórias, em termo de premiações.
Emmy
- 1 vez eleito a Melhor Ator (coadjuvante/secundário)  em  Minissérie ou Filme (Hatfields & McCoys): 2012

Globo de Ouro
- 1 vez eleito Melhor Ator (coadjuvante/secundário) (Platoon): 1987

Oscar
- 1 vez indicado a Melhor Ator (coadjuvante/secundário) (Platoon): 1987